# Papuasoniscus golovatchi
Papuasoniscus golovatchi là một loài chân đều trong họ Platyarthridae. Loài này được Dalens miêu tả khoa học năm 1988.